# Esteban Dei Rossi
Esteban José Dei Rossi (Villa Dolores, Córdoba, 14 de abril de 1981) es un exfutbolista argentino que jugaba como arquero.

## Trayectoria

### Talleres
Dei Rossi debutó con la camiseta de Talleres en el 2000. Estuvo en el club hasta el año 2003.

### Racing de Córdoba
En el 2003 llegó a Racing de Córdoba. Con la academia cordobesa se coronó campeón del Argentino A y obtuvo el ascenso a la B Nacional. Su primera etapa duró hasta el 2005. En 2007 volvió al club y jugó hasta el 2008. Su tercer ciclo en Racing fue en la temporada 2014/15.

### Unión de Sunchales
En el 2006 tuvo un breve paso por Unión de Sunchales.

### Juventud Antoniana
Para la temporada 2006/07 pasó a Juventud Antoniana. En 2012 volvió al club y disputó una temporada.

### Atlético Tucumán
En el 2008 se sumó a Atlético Tucumán. En el 2009 se consagró campeón de la B Nacional y logró el ascenso a Primera División. Jugó en el decano hasta el año 2012.

### Sportivo Belgrano
De cara a la temporada 2012/13 se unió a Sportivo Belgrano. Jugó en el equipo de San Francisco hasta 2014.

### Gimnasia y Tiro
En 2015 viajó al Noroeste Argentino y se sumó a Gimnasia y Tiro. Estuvo en el albo hasta el 2017.

### Agropecuario
En la temporada 2017/18 vistió la camiseta de Agropecuario.

### Comercio de Villa Dolores
En 2019 volvió a Córdoba, para jugar en Comercio de Villa Dolores.

## Clubes
| Club                      | País      |
| ------------------------- | --------- |
| Talleres                  | Argentina |
| Racing de Córdoba         | Argentina |
| Unión de Sunchales        | Argentina |
| Juventud Antoniana        | Argentina |
| Atlético Tucumán          | Argentina |
| Sportivo Belgrano         | Argentina |
| Gimnasia y Tiro           | Argentina |
| Agropecuario              | Argentina |
| Comercio de Villa Dolores | Argentina |

## Palmarés
| Título      | Equipo            | País      | Año     |
| ----------- | ----------------- | --------- | ------- |
| Argentino A | Racing de Córdoba | Argentina | 2003/04 |
| Nacional B  | Atlético Tucumán  | Argentina | 2008/09 |